# 大井町
大井町（日语：／ Ōi machi */?）是神奈川縣西南部的一町。

## 交通

### 鐵路
東海旅客鐵道
- 御殿場線：上大井站 - 相模金子站